# Rettori dell'Università di Kazan'
Questa è la lista dei rettori dell'Università di Kazan:
1. Yakovkin Ilya Fedorovich (1804-1813)
2. Braun Johann (Ivan Osipovich) (1814-1819)
3. Solntsev Gavriil Ilyich (1819-1820)
4. Nikolski Grigori Borisovich (1820-1823)
5. Fuchs Karl (Karl Fedorovich) (1823-1827)
6. Lobachevsky Nikolay İvanovich (1827-1846)
7. Simonov Ivan Mikhaylovich (1846-1855)
8. Kowalewski Osip Mikhaylovich (1855-1860)
9. Aleksandr Michailovič Butlerov (1860-1863)
10. Osokin Yevgraf Gigoryevich (1863-1872, 1876-1880)
11. Kremlev Nikolay Aleksandrovich (1872-1876, 1885-1889)
12. Kowalewski Nikolay Osipovich (1880-1882)
13. Bulich Nikolay Nikitich (1882-1885)
14. Voroshilov Konstantin Vasilyevich (1889-1899)
15. Dubyago Dmitri Ivanovich (1899-1905)
16. Lyubimov Nikolay Matveyevich (1905-1906)
17. Zagoskin Nikolay Petrovich (1906-1909)
18. Dormidontov Grigori Fedorovich (1909-1918)
19. Bolotov Yevgeni Aleksandrovich (1918-1921)
20. Ovchinnikov Aleksandr Aleksandrovich (1921-1922)
21. Cheboksarov Mikhail Nikolayevich (1922-1923)
22. Chirkovski Vasili Vasilyevich (1923-1925)
23. Lunyak Andrey Ivanovich (1926-1928)
24. Galanza Petr Nikolayevich (1928-1929)
25. Segal Moisey Abramovich (1929-1930)
26. Vekslin Noson-Ber Zalmanovich (1931-1935)
27. Qamay Gilem Khayrievich / Qamay Ğilem Xäyri ulı /ghee-LEM khay-REE oo-LE / (1935-1937)
28. Sitnikov Kirill Prokofyevich (1937-1951)
29. Martynov Dmitri Yakovlevich (1951-1954)
30. Nujin Mikhail Tikhonovich (1954-1979)
31. Konovalov Aleksandr Ivanovich (1979-1990)
32. Konoplev Yuri Gennadyevich (1990-2001)
33. Salakhov Myakzyum Khalimullovich / Säläxev Mäğzüm Xälimulla ulı /seh-leh-KHEF megh-ZIUM kheh-leem-oo-LAH oo-LE/ (2002-)